# Schieren (Kreis Segeberg)
Schieren er en by og en kommune i det nordlige Tyskland, beliggende i Amt Trave-Land under Kreis Segeberg. Kreis Segeberg ligger i den sydøstlige del af delstaten Slesvig-Holsten.

## Geografi
Schieren er beliggende omkring 6 km øst for Bad Segeberg i nærheden af Wardersee. Mod syd går Bundesstraße B 206 fra Bad Segeberg mod Lübeck og mod nord går B 432 fra Bad Segeberg mod Scharbeutz.